# Pär Malmström
Pär Malmström, född 1974 i Stockholm, är en svensk skådespelare.

## Biografi
Malmström studerade vid Teaterhögskolan i Malmö 2001–2005. Han har varit engagerad vid Teater Sörmland, Malmö Dramatiska Teater och Riksteatern. Våren 2009 sågs han i Anna, Hanna och Johanna. År 2013 sågs han bland annat som "Mr Bauhaus" men även i Nyköpings Gästabud.

## Teater

### Roller (ej komplett)
| År   | Roll | Produktion                   | Regi         | Teater                   |
| ---- | ---- | ---------------------------- | ------------ | ------------------------ |
| 2014 |      | Min fru går igen Noël Coward | Geir Sveaass | Helsingborgs stadsteater |

- Nyköpings Gästabud - Teater Sörmland
- Death and the maiden - Åsa Melldahl/Malmö Opera
- Stormen - Gudjon Pedersen/Malmö Stadsteater
- Elektra - Fredrik Haller/ Teatr Weimar